# Буровий журнал
Буровий журнал (рос. буровой журнал; англ. drilling record, drill log; нім. Bohrjournal n) — основний документ, який відображає весь процес буріння, складається за певною формою, заповнюється в кінці кожної зміни, зберігається у буровій організації, а після передачі свердловини замовникові — в геологічній службі організації, замовника. Буровий журнал є складовою частиною справи свердловини.